# Diana Buitron-Oliver
Diana Buitron-Oliver (17 d'abril del 1946 - Washington, D.C., 29 d'abril de 2002) va ser una arqueòloga i conservadora clàssica nord-americana, especialitzada en pintura de gerros grecs.

## Biografia
Buitron-Oliver va començar els seus estudis universitaris al Smith College de Northampton, Massachusetts, amb l'historiador d'art germanoamericà Dietrich von Bothmer a l'Institut de Belles Arts de la Universitat de Nova York. Va completar la seva tesi doctoral al 1976 sobre les pintures en gerro del pintor grec Douris (cap al 500-460 aC).

### Conservadora de museu
Del 1977 al 1984 va succeir a Dorothy Kent Hill com a conservadora del Departament d'Antiguitats del Walters Art Museum de Baltimore. Més tard, va treballar amb dues exposicions a la National Gallery of Art de Washington D.C., "The Human Figure in Early Greek Art" (1987-1988), "The Greek Miracle" i Classical Sculpture From the Dawn of Democracy, the Vth Century, BC" (1992-1993). Al 1992 va comissariar l'exposició "L'Odissea i l'Art Antic" al Bard College de Nova York, juntament amb Beth Cohen. Des de 1988 va ser professora adjunta que ensenyava art grec a la Universitat de Georgetown a Washington, D.C.

### Investigadora
Buitron-Oliver era una visitant freqüent de l'Escola Americana d'Estudis Clàssics d'Atenes, Grècia, on hi feia el primer viatge quan al 1972, era estudiant de doctorat de la Universitat de Nova York. La seva investigació es va centrar en la pintura de gerros grecs i l'arqueologia de Xipre. Del 1978 al 1982 va dirigir excavacions al santuari d'Apol·lo Hylates, a l'antiga ciutat de Kourion, a Xipre, centrant-se en el recinte arcaic, donant lloc a la seva publicació del 1996, The Sanctuary of Apollo Hylates at Kourion: Excavations in the Archaic Precinct.
Estava casada amb Andrew (Drew) Oliver. Al 1989, van construir una casa a Xipre i hi van tornar sempre que van poder per investigar, centrant-se en les zones del mar Negre, el Pròxim Orient i altres llocs mediterranis.
Buitron-Oliver va morir a Washington, D.C., el 29 d'abril de 2002, als 56 anys, després d'una llarga malaltia.

## Obres seleccionades
- Buitron-Oliver, Diana. Attic vase painting in New England collections. No. 7. Fogg Art Museum, Harvard University, 1972.
- Buitron-Oliver, Diana, ed. New perspectives in early Greek art. National Gallery of Art, 1991.
- Buitron-Oliver, Diana, ed. The Greek miracle: classical sculpture from the dawn of democracy: the fifth century BC. Abrams, 1992.
- Buitron-Oliver, Diana. Douris: a master-painter of athenian red-figure vases. Vol. 9. Philipp von Zabern, 1995.
- Buitron-Oliver, Diana, and Beth Cohen. "Between Skylla and Penelope: Female Characters of the Odyssey." The Distaff Side: Representing the Female in Homer's Odyssey (1995): 29.
- Buitron-Oliver, Diana. The Sanctuary of Apollo Hylates at Kourion: Excavations in the archaic precinct. Vol. 109. Paul Astroms Forlag, 1996.
- Buitron-Oliver, Diana, ed. The interpretation of architectural sculpture in Greece and Rome. National Gallery of Art, 1997.
- Buitron-Oliver, Diana. "Kourion: The evidence for the Kingdom from the 11th to the 6th century BC." Bulletin of the American Schools of Oriental Research 308.1 (1997): 27-36.
- Buitron-Oliver, Diana. Kourion: the elusive Argive settlement and its burial grounds from the 11th to the 8th century BC. Archaeological Research Unit, 1999.

## Referència
1. 1 2 3 4  Catherine Vanderpool: Diana Buitron-Oliver (1946–2002). In: ákoue. Newsletter of the American School of Classical Studies at Athens 48, Summer 2002, p. 18 online (PDF; 928 kB)
2. ↑  «Diana Buitron-Oliver, Douris, Introduction». [Consulta: 19 agost 2020].